# Paléo-inspiration
La paléo-inspiration est un changement de paradigme qui conduit des scientifiques et concepteurs à s'inspirer de matériaux, systèmes ou procédés anciens (issus de l'art, de l'archéologie, de l'histoire naturelle ou des paléoenvironnements) pour développer de nouveaux matériaux, systèmes ou procédés, notamment dans une optique de durabilité et de création.
La paléo-inspiration a déjà contribué à de nombreuses applications, dans des domaines aussi variés que la chimie verte, la mise au point de nouveaux matériaux d'artiste, les matériaux composites, la microélectronique, ou encore les matériaux de la construction,.

## Sémantique et définitions
Si ce type d'application est connu de longue date, le concept lui-même a été forgé par des équipes du CNRS, du Massachusetts Institute of Technology et de la Haute école spécialisée bernoise à partir du terme bio-inspiration. Ils ont publié ce concept dans un article princeps publié en ligne en 2017 par la revue Angewandte Chemie.
Différentes appellations ont été utilisées pour désigner les applications correspondantes, notamment : paléo-inspiré, "antiqua-inspired", "antiquity-inpired" ou archéomimétique. L'utilisation de ces différentes appellations souligne le décalage temporel extrêmement important entre les sources d'inspiration, depuis des millions d'années lorsqu'on considère des systèmes paléontologiques et des fossiles, jusqu'à des systèmes matériels archéologiques ou artistiques beaucoup plus récents, voire subactuels (issus de la création contemporaine ou du patrimoine industriel).

## Propriétés recherchés
Des propriétés physico-chimiques et mécaniques distinctes sont recherchées. 
Elles peuvent concerner des propriétés intrinsèques des matériaux paléo-inspirés :
- durabilité (matériaux retrouvés dans certains contextes, ayant résisté à l'altération dans ces environnements) et résistance à la corrosion ou à l'altération
- propriétés électroniques ou magnétiques
- propriétés optiques (notamment à partir de pigments ou colorants, de matériaux utilisés pour la fabrication céramique[10])

Elles peuvent aussi concerner les procédés de mise en œuvre :
- procédés à faible consommation énergétique ou en ressources, dans une optique de procédés chimiques favorisant un développement soutenable
- notamment des procédés de synthèse par chimie douce

## La démarche paléo-inspirée
Cette démarche combine plusieurs étapes clés.
1. Observation : Cette phase concerne les matériaux, leurs propriétés, ou bien les procédés de mise en œuvre (en relation particulièrement avec l'étude des chaînes opératoires en archéologie, ou bien l'histoire des techniques, notamment celle des techniques artistiques), et les processus d'altération (voire notamment les travaux réalisés en taphonomie expérimentale). Il s'agit donc d'une première phase de rétro-ingénierie. Une partie de ces études relève du champ de l'anthropologie. Comme dans le cas de la bio-inspiration, cette phase est fondamentale et s'appuie sur une démarche privilégiant une exploration créative des objets, avec peu d'a priori (sérendipité).
2. Recréation : Cette première phase est suivie d'une deuxième visant à simplifier matériaux, systèmes et procédés pour identifier les mécanismes fondamentaux à l'origine des propriétés observées. Cette étape requiert un aller-retour entre la synthèse de systèmes simplifiés et caractérisation des objets d'étude.
3. Conception : Enfin, s'ensuit une phase de conception ou de design, concernant donc les matériaux, systèmes ou procédés, et visant à leur mise en œuvre concrète pour des applications.

## Quelques applications pratiques

### Matériaux de construction durables
Parmi les exemples emblématiques figure l'étude microscopique des phases minérales présentes dans les bétons romains pour en reproduire la durabilité dans des environnements agressifs, notamment en milieu marin. 

### Matières colorantes durables
Une découverte notable est l'élucidation de la structure atomique du bleu maya, pigment composite associant une argile à un colorant organique, qui a conduit des équipes à produire des pigments inspirés de ce pigment historique présentant d'autres couleurs, comme le "violet maya".